# Phyllodromica quadrivittata
Phyllodromica quadrivittata är en kackerlacksart som beskrevs av Lucien Chopard 1963. Phyllodromica quadrivittata ingår i släktet Phyllodromica och familjen småkackerlackor.
Artens utbredningsområde är Israel. Inga underarter finns listade i Catalogue of Life.